# Composé tricyclique

Molécule de dibenzazépine, constituée de deux cycles de benzène entourant un hétérocycle d'azépine.

La phénothiazine, une autre molécule tricyclique.

En chimie organique, on qualifie de tricyclique un composé chimique dont la molécule contient trois cycles c'est-à-dire dont deux atomes distincts, dit tête de pont sont reliés par quatre branches ou par trois branches et une liaison entre deux atomes quelconques de ces branches ou tout autre configuration qui finalement fournit un composé contenant trois cycles. L'exemple le plus simple consiste en trois cycles accolés comme dans l'anthracène :

D'autres exemples sont les propellanes ou tricyclo[m.n.p.01,m+2]alcane où m, n, p et 0 correspond au nombre d'atomes dans chaque branche, la dernière n'en contenant aucun et contrairement aux paddlanes ou tricyclo[m.n.o.p1,m+2]alcane dans lesquels p peut prendre toute valeur. L'adamantane ou tricyclo[3.3.1.13,7]décane est aussi un composé tricyclique :

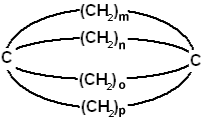
paddlane
adamantane

## Utilisation particulière en pharmacologie
En pharmacologie, on réserve traditionnellement ce terme aux médicaments hétérocycliques. Parmi ceux-ci figurent les antidépresseurs, les antipsychotiques, les anticonvulsifs et les antihistaminiques (antiallergènes, antinaupathiques, antiprurigineux et hypnotiques/sédatifs, notamment) appartenant aux familles de la dibenzazépine (en), du dibenzocycloheptène (en), de la dibenzothiazépine, de la dibenzothiépine (en), de la phénothiazine et du thioxanthène, entre autres.

### Historique
- La prométhazine, un antihistaminique tricyclique de première génération, est découverte dans les années 1940.
- Au début des années 1950, les propriétés neuroleptiques de la chlorpromazine — un dérivé de la prométhazine utilisé initialement comme sédatif — sont mises en évidence par Henri Laborit. C'est le premier antipsychotique typique.
- L'imipramine, découverte au début des années 1950, est d'abord étudiée pour ses vertus antipsychotiques. C'est le premier antidépresseur tricyclique.
- La carbamazépine est découverte en 1953, et mise en vente en 1965 comme anticonvulsif.
- Dans les années 1970 sont développés les premiers antidépresseurs à structure tétracyclique, comme la miansérine ou la maprotiline.
- La clozapine est le premier antipsychotique atypique, introduit dans les années 1990.
- Dans les années 1990 également, la loratadine est mise en vente comme antihistaminique non sédatif de deuxième génération[1].

La prescription des antidépresseurs tri ou tétracycliques tend à diminuer au profit des sérotoninergiques.

### Exemples
| Antidépresseurs  | Antidépresseurs | Antidépresseurs   | Antidépresseurs | Antidépresseurs |
| ---------------- | --------------- | ----------------- | --------------- | --------------- |
| Imipramine       | Amitriptyline   | Iprindole         | Tianeptine      |                 |
| Antipsychotiques |                 |                   |                 |                 |
| Chlorpromazine   | Thioridazine    | Chlorprothixène   | Loxapine        | Clozapine       |
| Antihistamines   |                 |                   |                 |                 |
| Prométhazine     | Cyproheptadine  | Latrépirdine (en) | Loratadine      | Rupatadine      |
| Autres           |                 |                   |                 |                 |
| Carbamazépine    | Carvédilol      | Carvédilol        | Cyclobenzaprine | Pizotifène (en) |